# Testona
Testona is een plaats (frazione) in de Italiaanse gemeente Moncalieri.